# Törr
Törr je česká metalová skupina založená roku 1977. Texty jejich písní jsou temné až satanistické, jsou považováni za jednu z prvních českých blackmetalových skupin. Zásadní sestava Törru pochází z konce 80. let: Vlasta Henych (voc, bg), Ota Hereš (voc, g), Dan "Šakal" Švarc (lg), Martin "Melmus" Melmuka (ds).

## Historie
Historie skupiny sahá až do roku 1977, kdy ji založili Ota Hereš a Pavel Kadeřábek. Jistou dobu v kapele působil i kytarista Miroslav Mach, než odešel do Arakainu. Soubor se na pár let dočasně rozpadl, když ho poté Vlasta Henych obnovil pod názvem 666. Henych působil jako bedňák v legendárním Arakainu. Jiří Urban v jednom rozhovoru o V. Henychovi řekl: "Vždy když byla chvíle, vzal do ruky baskytaru a něco si na ni brnkal." Baskytaru prý proto, že má jen čtyři struny.[zdroj?] Později se objevili znovu pod jménem Törr, pod kterým vystupují dodnes. Kariéru odstartovali poměrně zdařilou skladbou s textem Aleše Brichty Kladivo na čarodějnice. Tato skladba se objevila i na singlu edice Rockmapa Kult ohně. Kapela na sebe také strhla pozornost, když o ni vyšel negativní článek v Rudém Právu s titulkem "Kult násilí a smrti. Proč?", načež byla nucena pozastavit činnost. V roce 1995 se k Henychovi po částečném rozpadu přidružili členové karvinské heavymetalové Dogy Roman "Izzi" Izaiáš a Petr Vajda. Tato sestava ve svých počátcích vystupovala jen zakuklená v maskách. Takto Törr vystupoval až do doby, kdy se po dlouhé době v roce 2003 vrátil zakládající člen Ota Hereš. Poté přibyl ještě Radek Sladký. V roce 2010 Vlasta Henych opustil Törr kvůli neshodám o další směřování kapely a založil vlastní projekt Henych 666.
O svém odchodu Vlasta řekl:
„Rad čtu biografie mých oblíbených kapel a musím se smát jak se historicky a kdekoli na světě tyto problémy neustále opakuji a muzikanti dělají pořád dokola stejné chyby a rozhodnutí. Je to stejné jako v rozchodech a vztazích v manželstvích. Je to proto, že muzikanti jsou taky jenom lidé.“ 

## Diskografie

### Dema
- 1987 – Witchhammer
- 1989 – Törr Gang Live
- 1989 – Masturbace mozku

### Alba
- 1990 – Armageddon
- 1991 – Institut klinické smrti
- 1992 – Chcípni o kus dál
- 1993 – Kladivo na čarodějnice 1986-1989
- 1996 – Morituri te salutant
- 1997 – Live
- 1999 – Gallery
- 2000 – Tanec svatýho Víta
- 2003 – Made in Hell
- 2006 – Törritorium
- 2006 – Inkubátörr (dema)
- 2007 – Witchhammer (2 LP, demo 1987 a Kladivo na čarodějnice 1993)
- 2010 – Inferno Nocturno (live)
- 2011 – Tempus Fugit
- 2015 – Witchhammer (LP, demo 1987)
- 2015 – Törr Gang Live (LP, demo 1989)
- 2016 – Black 'n' Roll
- 2021 – Inkvizitörr

### Singly
- 1989 – Kult ohně / Kladivo na čarodějnice - Rockmapa 2 (nahr. 1988)
- 1990 – Armageddon II. / Válka s nebem

## Složení skupiny
Současná sestava :
- Ota Hereš
- Radek Sladký
- Honza "Bart" Bartoš

## Zajímavosti
- Mezi zajímavostmi o kapele Törr je například to, že přehlásku nad "o" přidali podle anglické legendy Motörhead.
- Nově přijatý baskytarista Honza "Bart" Bartoš je velmi podobný Vlastovi Henychovi. Některé recenze si jeho přijetí vykládají jako marketingový tah.[zdroj?]
- Na obálce desky Institut klinické smrti je velmi kontroverzní obrázek Ježíše přibitého na kříž a vysvlečeného z kůže, který pobouřil mnoho věřících.[zdroj?]
- Během roku 2016 se stal novým členem skupiny kytarista Radek Reddy Kroc který předtím hrál ve skupinách Ferat nebo Kreyson.